# Kirulyfürdő
Kirulyfürdő (románul Băile Chirui) üdülőtelep Romániában Hargita megyében. Közigazgatásilag Lövétéhez tartozik.

## Fekvése
Az üdülőtelep a Sólyom-kő aljában meghúzódó völgyben Székelyudvarhelytől 28 km-re keletre fekszik, Lövétéhez tartozik, melytől 8 km-re északkeletre van.

## Története
A kőmezői romkápolna mellett feküdt a hagyomány szerint Varjas falu.
A 19. században a kőhalmi és segesvári szászok kedvenc nyaralóhelye volt. A Köves-patak mellett az egykori gejzírek vízéből opál csapódott ki. A fürdőtől délre egykor festékföldet bányásztak. A trianoni békeszerződésig Udvarhely vármegye Homoródi járásához tartozott. 1956-ig adatai a községéhez voltak számítva.

## Népessége
2002-ben 69 lakosa volt, ebből 69 magyar.

## Vallások
Lakói közül 53-an római katolikusok, 13-an baptisták, 2-en reformátusok és 1 fő unitárius.

## Látnivalók
- A Hargita-ligetben és az iskolástábor területén sok kellemes ízű borvíz van.

- Barlangászparadicsom, a környéken 21 barlang található.

## Fürdőélet
A Kirulyfürdőn feltörő ásványvizeket a környék lakói régóta ismerték és használták. A vadban gazdag terület régen ismert sólyomtenyésztő és sólyom nevelő hely volt, a lövétei solymárok itt fogták be a nevelésre és idomításra szánt állatokat. A fürdő már a 16-17. században kialakulhatott, de szélesebb körben csak a 18. században kezdték el használni. A szűk szurdokvölgyben, festői szépségű helyen fekvő kis fürdő nagyon népszerű volt abban az időben, a gazdag főúri családok és udvarhelyszéki elöljárók is gyakran látogatták. Gyalakuti gróf Lázár János (1703-1772) nagyban hozzájárult a fürdő népszerűsítéséhez. A kor jeles költője, írója több verset is írt latinul, melyben a kirulyi fürdő szépségét, áldásos gyógyhatását dicsérte. Ebben az időben más szerzők, mint Benkő József, Eder Károly és gróf Teleki József is említik műveikben a kirulyi ásványvizeket.
Mária Terézia rendeletének hatására, miszerint az erdélyi gyógyvizeket és gyógyfürdőket össze kell írni és a vizüket vegyelemeztetni, a kibédi származású marosvásárhelyi főorvos Mátyus István elvégezte a Kirulyfürdőn feltörő ásványvizek vegyelemzését, melyeket a „hideg savanyú” vasas vizek közé sorolt. Az első vegyelemzést követően több orvos végzett felmérést a fürdőn a 19. század első felében. Gergelyffi András, Kraszna vármegyei tisztiorvos, Bélteki (Nagy) Zsigmond marosvásárhelyi orvos és Pataki Sámuel orvosprofesszor is vegyelemezte az itteni vizeket és latin nyelven közölték méréseik eredményét.
A fürdő visszatérő vendége volt Orbán Balázs, aki fiatalkorában sokat látogatta a kirulyi gyógyvizeket. Így ír róla: „Alig egy százada, hogy vadászok esetlegesen fedezték fel az akkor feledett vadonban Keruj gyógyforrásait. A Tolvajos patak jobb partján függőlegesen feltornyosodó Borviz szirtje aljából buzog fel a minden perczben 22 kupa vizet öntő kimeríthetetlen forrás. (...) Gyógyvize igen vasas, helyben nagyon erős és ízletes: tulajdonképi fürdőhelye nincsen, hanem a kimerithetetlenül felbuzgó forrás vizét házakhoz hordva, ott kezdetleges modorban, hevített kövek bedobása által melegítik. Van egy ujabb időkben állított hideg lobogója is, melynek vize ugyanazonos lehet az ivóforráséval. Vagy 15, festői rendetlenségben szétszórt faház nyújt a vendégeknek lakást, kik nagyrészt (az újabb időkben) kőhalmi és segesvári szászok. De régen a székely föld egyik kedvenczebb fürdője volt, hol a fürdői idények alatt fesztelen víg élet folyt; magam is (fiatalabb éveimben) gyakran időztem e fürdőn...”.

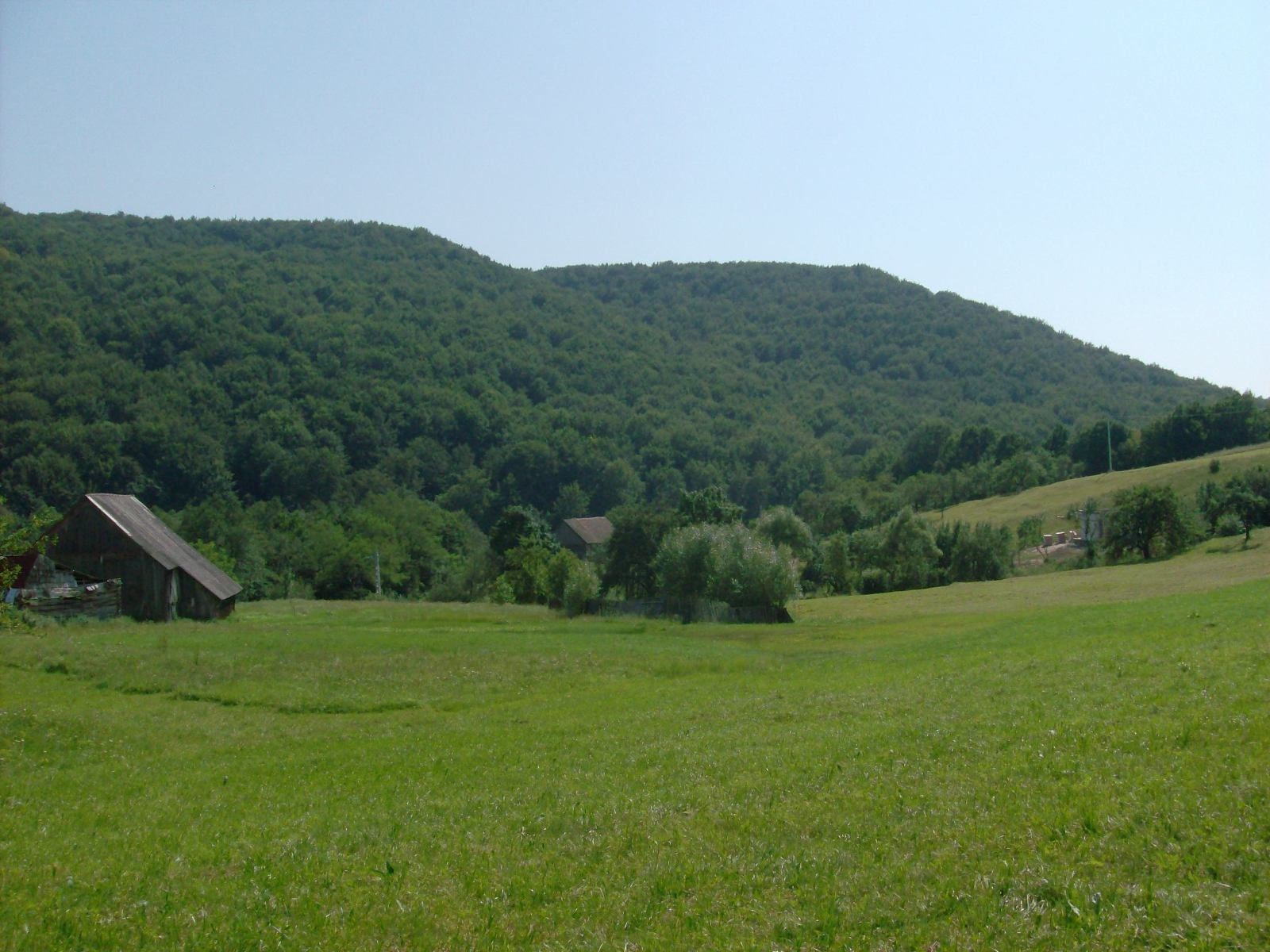
A Hargita Kirulyfürdőnél

Egy másik visszatérő vendég volt az ismert erdélyi természettudós Friedrich Franz Fronius, aki 1860-ban német nyelven részletes ismertetőt írt „Kérolyi fürdőélet a XIX. század derekán” címmel. A Binder Pál fordította cikkből átfogó képet kapunk az akkori kirulyi fürdőéletről, a fürdővendégek szokásairól, szórakozási lehetőségekről, a táj szépségéről.
Hankó Vilmos a Székelyföld c. kötetében ismerteti a szerény fürdőt, mely akkoriban „...mintegy 13 egyszerű lakóházból, egy tükörfürdőből és egy ivó borvíz-kútból áll csupán.” Hankót lenyűgözte a táj szépsége és a fürdőt körülvevő nyugalom: „A völgyet égbe nyuló sziklás, erdős hegyek környezik, oly magas hegyek, hogy az ember szeme elől úgyszólván elzárják az eget. A völgyet bezáró hegyet balról óriási bükkerdő, a jobb oldalon kimagaslót a legszebb fenyőerdő takarja. (...) A völgy élete a kristálytiszta patak, mely hangos lármával rohan sziklaágyában alá. Ez a völgy egyetlen lármája.”
A fürdőt nehezen lehetett megközelíteni, rossz, döcögős, vízmosta erdei utakon szekerekkel lehetett csak elérni. A tulajdonos lövétei egyházközség a fürdőidény előtt igyekezett feljavítani, felújítani a helyet. A gyönyörű helyen fekvő, kedvelt fürdő elszigeteltsége, kezdetlegessége miatt kényelem és felszereltség szempontjából azonban messze elmaradt a többi udvarhelyszéki fürdő szintjétől. A családias, otthonos hangulat, a társas kirándulások és a sok-sok szórakozási lehetőség kárpótolta a vendégeket az esetleges kényelmetlenségek miatt.
Az első világháború alatt és az azt követő időszakban jelentősen megcsappant a fürdővendégek száma. Tervek és kezdeményezések voltak a fürdő felújítására és fejlesztésére, de a zavaros, háborús körülmények miatt nem valósították meg őket. A második világháborút követően pár évre állami tulajdonba került Kirulyfürdő. A kommunizmus évei alatt pionírtáborként működött. Az akkor felépített épületek mára mind lepusztultak, használhatatlanok lettek.
Kiruly területén feltörő források közül ismertebb még az erdészháznál található két forrás, az F625-ös fúrás, a Rebeka borvíz és a Festő-forrás, melyet a két világháború közötti időszakban Kamilla néven palackoztak. A Festő forrástól nem messze, a Tolvajos-pataka bal oldali részén alakult ki a Hargita-ligeti borvízláp, természetvédelmi terület. A Szortyogónak is ismert lápban egy 4x7 méteres fürdőmedence működött régen, melyet főleg az itt nyaraló erdélyi szászok használtak. A medence napjainkban elhanyagolt állapotban van.
A Kiruly területén feltörő borvízforrások kalcium-nátrium-magnézium-hidrogénklorid, kálium-nátrium-magnézium típusúak.
Az itteni borvizeket belsőleg emésztési zavarokban, savhiány kezelésére, vizelethajtóként használták, külsőleg a szív- és érrendszeri megbetegedéseket kezelték.